# Dicranomyia infuscata
Dicranomyia infuscata là một loài ruồi trong họ Limoniidae. Chúng phân bố ở miền Tân bắc.